# Escles-Saint-Pierre
Escles-Saint-Pierre ist eine französische Gemeinde mit 176 Einwohnern (Stand 1. Januar 2022) im Département Oise in der Region Hauts-de-France. Die Gemeinde liegt im Arrondissement Beauvais und ist Teil der Communauté de communes de la Picardie Verte und des Kantons Grandvilliers.

## Geographie
Die Gemeinde an der Grenze des Départements zum Département Somme und in nächster Nähe zum Département Seine-Maritime liegt südöstlich von Aumale.

## Geschichte
Die Gemeinde trägt den Namenszusatz Saint-Pierre seit dem Jahr 1954.

## Einwohner
| 1962 | 1968 | 1975 | 1982 | 1990 | 1999 | 2006 | 2011 |
| ---- | ---- | ---- | ---- | ---- | ---- | ---- | ---- |
| 180  | 152  | 144  | 117  | 115  | 120  | 139  | 140  |